# Hara László (fagottművész, 1915–2001)
Id. Hara László, teljes nevén Hara László Adolf (Budapest, Józsefváros, 1915. december 31. – Budapest, 2001. október 3.) Liszt Ferenc-díjas magyar fagottművész és tanár, az első magyar fagottiskola írója.

## Életpályája
Hara Géza (1885–1956) hentessegéd és Zöld Anna fiaként született. 1930-ban iratkozott be a Nemzeti Zenedébe, majd tanulmányait a Zeneakadémián folytatta, ahol 1940-ben diplomázott. A Magyar Királyi Operaház tagja, majd 1945-től a Székesfővárosi Zenekar tagja lett. 1952-től 1977-ig az Állami Hangversenyzenekar szóló fagottosa volt.
1947-ben alapítója az első magyar hivatásos fúvós kamaraegyüttesének, a Budapesti Fúvósötösnek, amely a Tátrai-vonósnégyes mellett hosszú ideig a legnépszerűbb magyar kamaraformáció volt. Sok magyar zeneszerzőt inspirált új mű írására, Magyarországon készült hangfelvételeik száma mintegy negyven, fellépéseik száma több mint 3000, külföldön is sokat szerepeltek és ott is rádiófelvételek készültek velük. Szólistaként is sokat szerepelt nyilvánosan, bel- és külföldön.
1946–1987 között tanított, először a Állami Zenekonzervatóriumban, majd a Zeneakadémián.
Fia, ifj. Hara László („KisHara”) fagottművész, akivel annak viszonylag korai haláláig szoros szakmai együttműködésben is voltak.

## Érdekesség
A Magyar Televízió Esti mese című műsorszáma szignáljaként ő játssza a „mackóbrummogást”.

## Díjai, elismerései
- Liszt Ferenc-díj (a Budapesti Fúvósötös tagjaként, 1954)
- Magyarország Érdemes Művésze díj (1980)
- Lajtha László-érem (1983)
- Bartók Béla–Pásztory Ditta-díj (1987)
- Magyar Köztársaság Aranykoszorúval Díszített Csillagrendje (1990)